# Julien Dillens

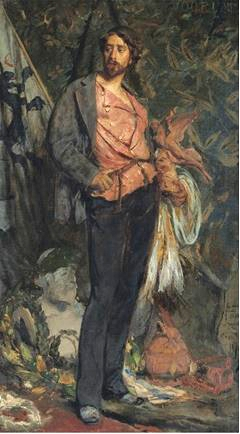
Porträt des Malers Julien Dillens von Léon Herbo

Julien Dillens (* 8. Juni 1849 in Antwerpen; † 24. Dezember 1904 in Saint-Gilles) war ein belgischer Bildhauer.
Dillens war der Sohn des Malers Hendrick Joseph Dillens und damit Neffe von Adolf Dillens. Julien Dillens ist der Bruder des Malers Albert Dillens.
Julien Dillens studierte bei Eugène Simonis an der Académie royale des Beaux-Arts de Bruxelles, einer renommierten Kunsthochschule. Im Jahr 1877 wurde er für seine Skulptur Chef gaulois fait prisonnier des Romains mit dem Prix de Rome ausgezeichnet. 1903 wurde er korrespondierendes Mitglied der Académie royale des Sciences, des Lettres et des Beaux-Arts de Belgique.

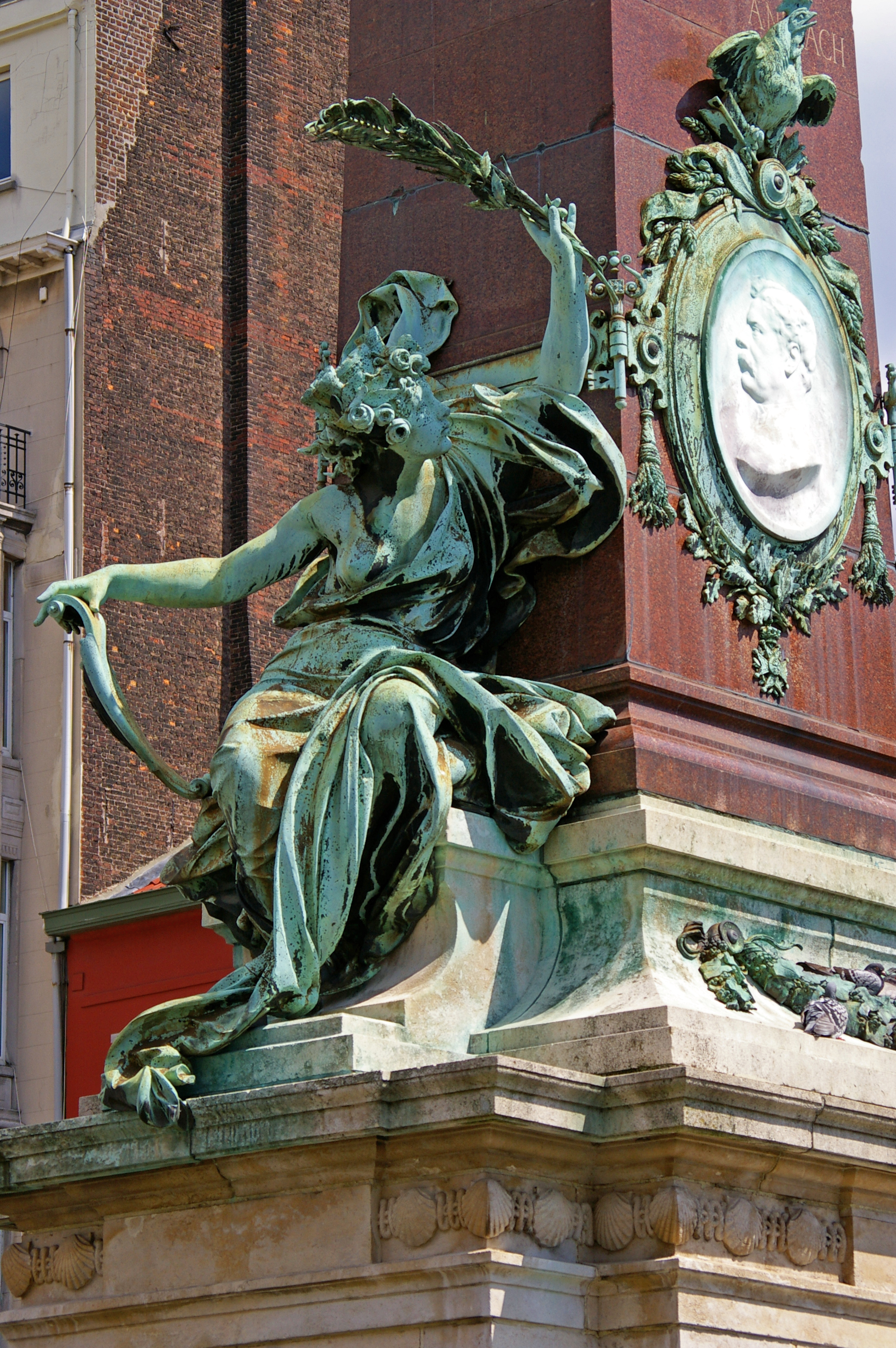
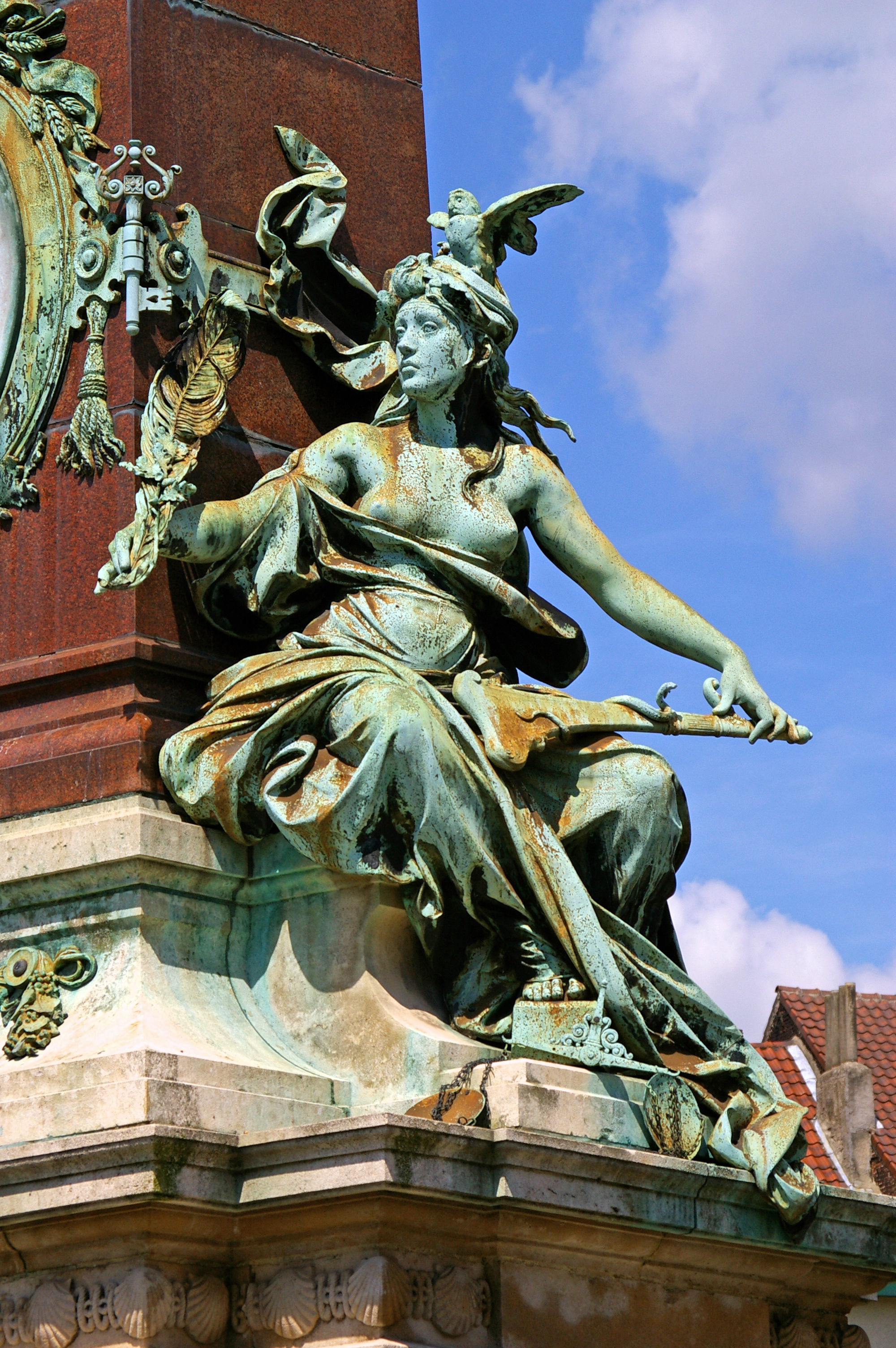
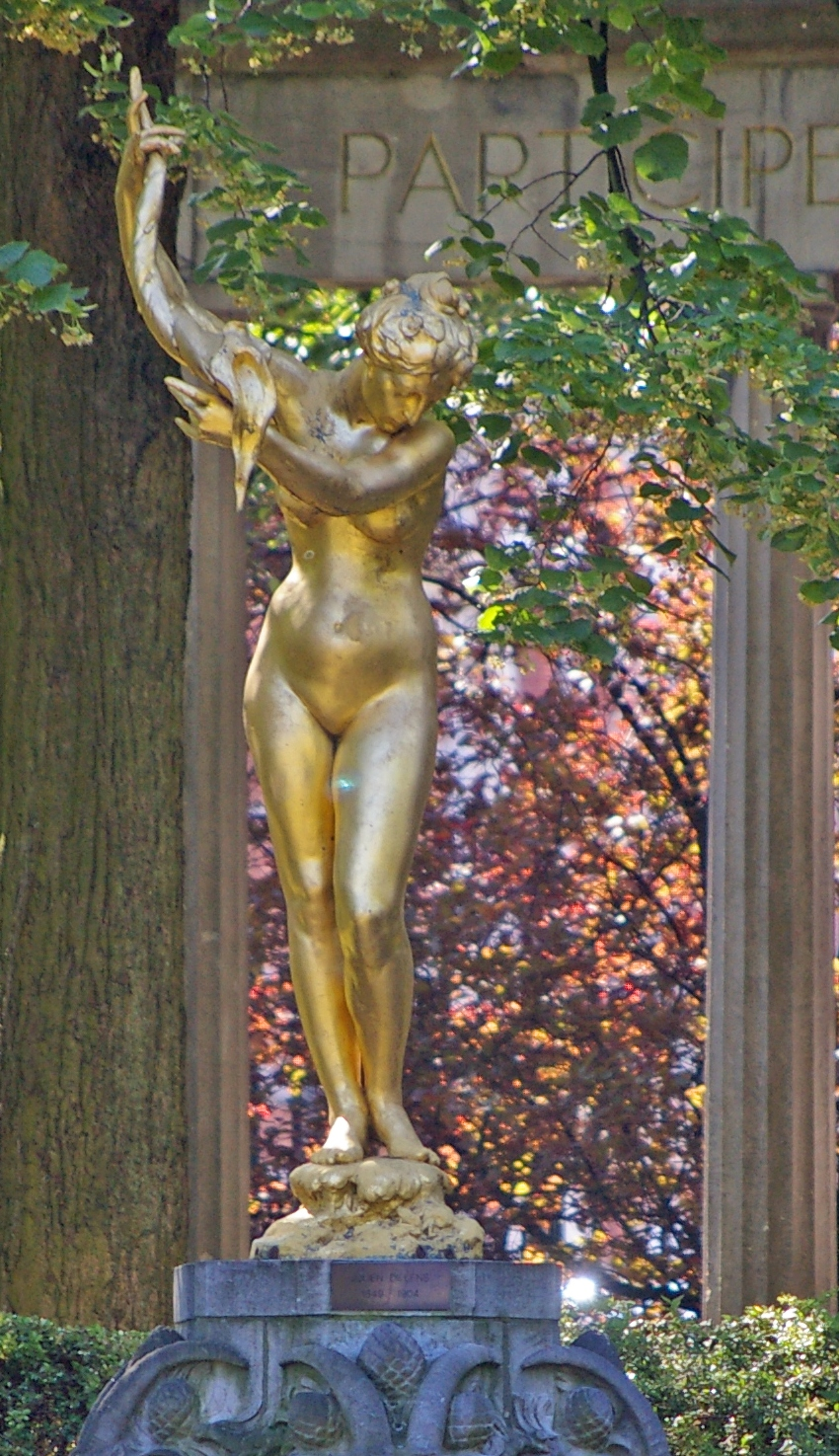
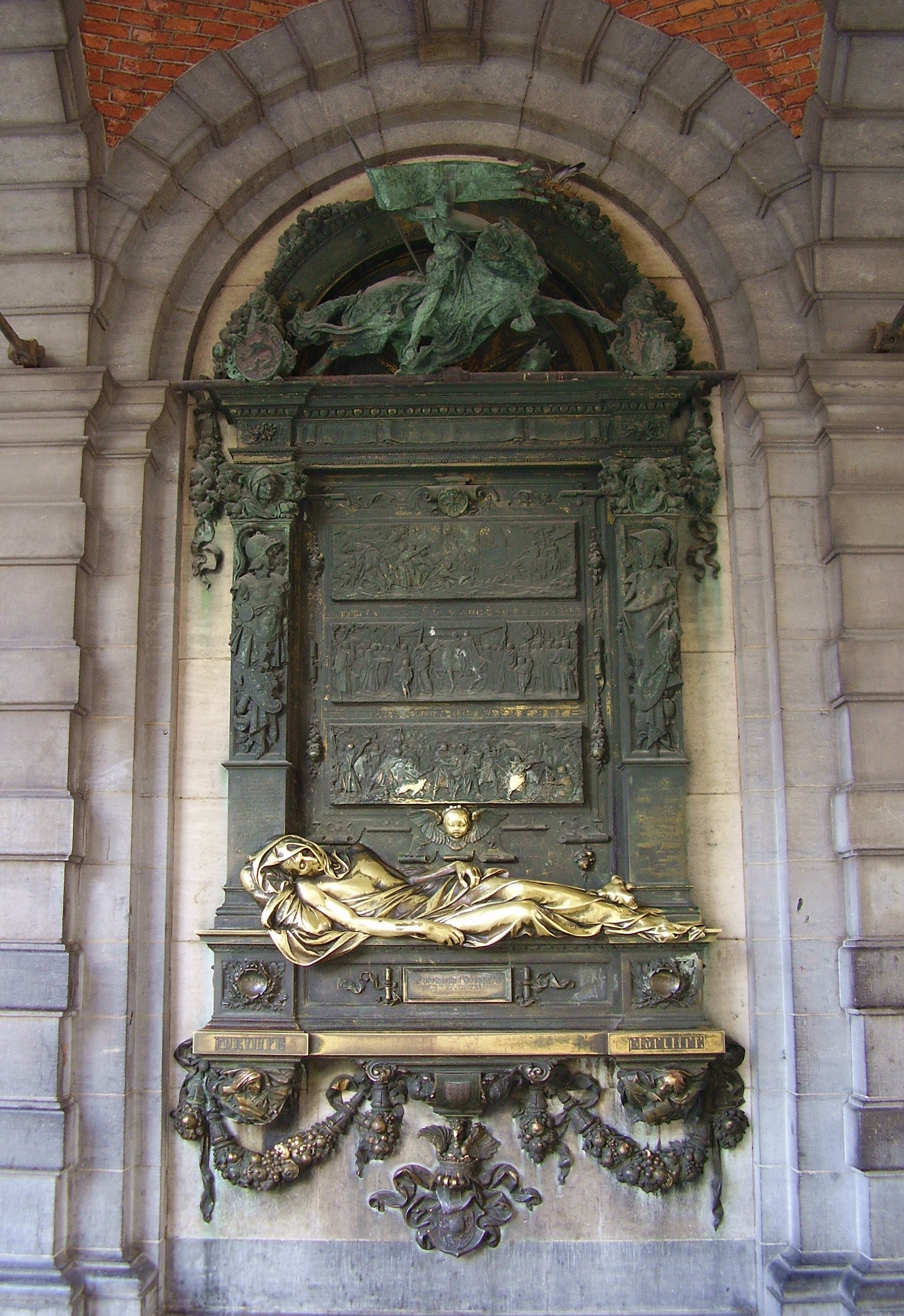